# Tivia brevipennis
Tivia brevipennis är en kackerlacksart som beskrevs av Karlis Princis 1967. Tivia brevipennis ingår i släktet Tivia och familjen Polyphagidae.
Artens utbredningsområde är Tanzania. Inga underarter finns listade i Catalogue of Life.